# Discografia di Madame
La discografia di Madame, cantautrice e rapper italiana, è costituita da due album in studio, ventuno singoli e quindici video musicali (inclusi quelli come artista ospite), pubblicati dal 2018.

## Album in studio
| Anno                                                         | Titolo | Classifiche | Classifiche | Certificazioni     | Unità           |
| Anno                                                         | Titolo | ITA         | SWI         | Certificazioni     | Unità           |
| ------------------------------------------------------------ | --- | ----------- | ----------- | ------------------ | --------------- |
| 2021                                                         | Madame - Pubblicato: 19 marzo 2021 - Etichetta: Sugar Music - Formati: CD, LP, download digitale, streaming  | 1           | 38          | - ITA: Platino (4) | - ITA: 200 000+ |
| 2023                                                         | L'amore - Pubblicato: 31 marzo 2023 - Etichetta: Sugar Music - Formati: CD, LP, download digitale, streaming | 1           | —           | - ITA: Platino     | - ITA: 50 000+  |
| "—" indica una pubblicazione non classificata in quel paese. | |             |             |                    |                 |

## Singoli

### Come artista principale
| Anno                                                         | Titolo                                                                  | Classifiche | Classifiche | Certificazioni     | Unità           | Album di provenienza |
| Anno                                                         | Titolo                                                                  | ITA         | SWI         | Certificazioni     | Unità           | Album di provenienza |
| ------------------------------------------------------------ | ----------------------------------------------------------------------- | ----------- | ----------- | ------------------ | --------------- | -------------------- |
| 2018                                                         | Anna                                                                    | —           | —           |                    |                 | /                    |
| 2018                                                         | Sciccherie                                                              | —           | —           | - ITA: Platino     | - ITA: 70 000+  | /                    |
| 2019                                                         | 17                                                                      | —           | —           | - ITA: Oro         | - ITA: 35 000+  | /                    |
| 2019                                                         | La promessa dell'anno                                                   | —           | —           |                    |                 | /                    |
| 2020                                                         | Baby                                                                    | 36          | —           | - ITA: Platino     | - ITA: 70 000+  | Madame               |
| 2020                                                         | Sentimi                                                                 | 25          | —           |                    |                 | /                    |
| 2020                                                         | Spaccato (con Don Joe e Dani Faiv)                                      | 38          | —           |                    |                 | /                    |
| 2020                                                         | Nuove strade (con Ernia, Gaia, Rkomi, Samurai Jay e Andry the Hitmaker) | 51          | —           |                    |                 | /                    |
| 2020                                                         | Clito                                                                   | 47          | —           |                    |                 | Madame               |
| 2021                                                         | Il mio amico (con Fabri Fibra)                                          | 11          | —           | - ITA: Platino     | - ITA: 70 000+  | Madame               |
| 2021                                                         | Voce                                                                    | 2           | 92          | - ITA: Platino (4) | - ITA: 280 000+ | Madame               |
| 2021                                                         | Marea                                                                   | 7           | —           | - ITA: Platino (3) | - ITA: 210 000+ | Madame               |
| 2021                                                         | Tu mi hai capito (con Sfera Ebbasta)                                    | 2           | —           | - ITA: Platino (4) | - ITA: 400 000+ | Madame               |
| 2021                                                         | Perso nel buio (con Sangiovanni)                                        | 9           | —           | - ITA: Platino     | - ITA: 100 000+ | Sangiovanni          |
| 2022                                                         | Tu m'as compris (con Hatik)                                             | —           | —           |                    |                 | /                    |
| 2022                                                         | L'eccezione                                                             | 28          | —           | - ITA: Platino     | - ITA: 100 000+ | /                    |
| 2023                                                         | Il bene nel male                                                        | 4           | 28          | - ITA: Platino (3) | - ITA: 300 000+ | L'amore              |
| 2023                                                         | Aranciata                                                               | 39          | —           | - ITA: Platino     | - ITA: 100 000+ | L'amore              |
| 2023                                                         | Too Late (con Nitro)                                                    | 29          | —           | - ITA: Oro         | - ITA: 50 000+  | /                    |
| 2023                                                         | Io ti conosco (con Gianmaria)                                           | 75          | —           |                    |                 | /                    |
| 2024                                                         | Ho fatto un sogno (con Tananai e Rose Villain)                          | 17          | —           |                    |                 | /                    |
| "—" indica una pubblicazione non classificata in quel paese. |                                                                         |             |             |                    |                 |                      |

### Come artista ospite
| Anno                                                         | Titolo                                                     | Classifiche | Certificazioni     | Unità           | Album di provenienza |
| Anno                                                         | Titolo                                                     | ITA         | Certificazioni     | Unità           | Album di provenienza |
| ------------------------------------------------------------ | ---------------------------------------------------------- | ----------- | ------------------ | --------------- | -------------------- |
| 2019                                                         | Mira (Ensi feat. Madame)                                   | —           |                    |                 | Clash Again          |
| 2020                                                         | Fck U (Psicologi feat. Madame)                             | 89          |                    |                 | Millennium Bug       |
| 2020                                                         | Defuera (DRD feat. Ghali, Madame e Marracash)              | 33          | - ITA: Platino     | - ITA: 70 000+  | /                    |
| 2020                                                         | Euforia (Chris Nolan feat. Tedua, Madame, Aiello e Birthh) | —           |                    |                 | /                    |
| 2021                                                         | La strega del frutteto (Sick Luke feat. Chiello e Madame)  | 18          | - ITA: Platino     | - ITA: 50 000+  | X2                   |
| 2021                                                         | Mi fiderò (Marco Mengoni feat. Madame)                     | 12          | - ITA: Platino (4) | - ITA: 400 000+ | Materia (Terra)      |
| 2022                                                         | Pare (Ghali feat. Madame)                                  | 29          | - ITA: Platino (2) | - ITA: 200 000+ | Sensazione ultra     |
| 2022                                                         | Caos (Fabri Fibra feat. Lazza e Madame)                    | 2           | - ITA: Platino (2) | - ITA: 200 000+ | Caos                 |
| "—" indica una pubblicazione non classificata in quel paese. |                                                            |             |                    |                 |                      |

## Altri brani entrati in classifica e/o certificati
| Anno | Titolo                                        | Classifiche | Certificazioni | Unità          | Album di provenienza |
| Anno | Titolo                                        | ITA         | Certificazioni | Unità          | Album di provenienza |
| ---- | --------------------------------------------- | ----------- | -------------- | -------------- | -------------------- |
| 2021 | Luna (feat. Gaia)                             | 35          | - ITA: Oro     | - ITA: 35 000+ | Madame               |
| 2021 | Bugie (feat. Rkomi e Carl Brave)              | 15          | - ITA: Oro     | - ITA: 35 000+ | Madame               |
| 2021 | Bamboline boliviane                           | 57          |                |                | Madame               |
| 2021 | Istinto                                       | 34          |                |                | Madame               |
| 2021 | Babaganoush (feat. Pinguini Tattici Nucleari) | 21          | - ITA: Oro     | - ITA: 35 000+ | Madame               |
| 2021 | Amiconi - Freestyle                           | 54          |                |                | Madame               |
| 2021 | Dimmi ora (feat. Guè)                         | 18          |                |                | Madame               |
| 2021 | Vergogna                                      | 66          |                |                | Madame               |
| 2021 | Mami papi                                     | 51          |                |                | Madame               |
| 2021 | Nuda                                          | 31          |                |                | Madame               |
| 2021 | Mood (con VillaBanks)                         | 30          |                |                | Madame               |
| 2021 | Tutti muoiono (feat. Blanco)                  | 28          | - ITA: Oro     | - ITA: 50 000+ | Madame               |
| 2023 | Quanto forte ti pensavo                       | 39          | - ITA: Oro     | - ITA: 50 000+ | L'amore              |

## Collaborazioni
| Anno | Titolo                                                                   | Album di provenienza             |
| ---- | ------------------------------------------------------------------------ | -------------------------------- |
| 2018 | Monsieur (¥EM feat. Madame)                                              | Serial Chiller                   |
| 2019 | Farabutto (Tredici Pietro feat. Madame)                                  | Assurdo                          |
| 2019 | .Rosso (The Night Skinny feat. Madame e Rkomi)                           | Mattoni                          |
| 2019 | Madame - L'anima (Marracash feat. Madame)                                | Persona                          |
| 2020 | Fuoriluogo (Ernia feat. Madame)                                          | Gemelli                          |
| 2020 | Andromeda RMX (Elodie feat. Madame)                                      | This Is Elodie                   |
| 2020 | Weekend (Slait e Young Miles feat. Madame, Lazza e Massimo Pericolo)     | Bloody Vinyl 3                   |
| 2020 | Alibi (Mecna feat. Madame)                                               | Mentre nessuno guarda            |
| 2020 | Non è vero niente (Negramaro feat. Madame)                               | Contatto                         |
| 2021 | Acqua (Mace feat. Rkomi e Madame)                                        | OBE                              |
| 2021 | Airforce (Massimo Pericolo feat. Madame)                                 | Solo tutto                       |
| 2021 | Poi poi poi (con Leon Faun e Duffy feat. Madame)                         | C'era una volta                  |
| 2021 | Notte gialla (con Emis Killa feat. Madame)                               | Keta Music Vol. 3                |
| 2021 | Partire da te (Rkomi feat. Madame)                                       | Taxi Driver (MTV Unplugged)      |
| 2022 | Cicatrici (Ariete feat. Madame)                                          | Specchio                         |
| 2022 | Qualcosa di grande (Luchè feat. Madame)                                  | Dove volano le aquile            |
| 2022 | Amore lo-fi (Clementino e Nicola Siciliano feat. Madame)                 | Black Pulcinella                 |
| 2022 | Mujer (Shiva feat. Madame)                                               | Dark Love EP                     |
| 2022 | Blessed (The Night Skinny feat. Ariete, Drast, Madame e Thasup)          | Botox                            |
| 2022 | Come mi guardi (The Night Skinny feat. Bresh, Coez e Madame)             | Botox                            |
| 2022 | Così non va (The Night Skinny feat. Bnkr44, Elisa, Gaia, Madame e Rkomi) | Botox                            |
| 2022 | Madame (Renato Zero feat. Madame)                                        | Zerosettanta - Circo Massimo     |
| 2023 | La primavera della mia vita (Colapesce Dimartino feat. Madame)           | La primavera della mia vita      |
| 2023 | Anema e notte (Tropico feat. Madame)                                     | Chiamami quando la magia finisce |
| 2024 | Hattori Hanzo (Rose Villain feat. Madame)                                | Radio Sakura                     |
| 2024 | Amore cieco (con Night Skinny feat. Madame)                              | Containers                       |

## Autrice e compositrice per altri artisti
| Anno | Titolo                                      | Artista              | Album di provenienza   |
| ---- | ------------------------------------------- | -------------------- | ---------------------- |
| 2022 | Scatola                                     | Laura Pausini        | /                      |
| 2022 | Duedinotte                                  | Sangiovanni          | Cadere volare          |
| 2024 | La noia                                     | Angelina Mango       | Poké melodrama         |
| 2024 | Ragazzina                                   | BigMama              | Sangue                 |
| 2024 | Kiss Me                                     | Lil Jolie            | La vita non uccide     |
| 2024 | Beatrice                                    | Tedua feat. Annalisa | La Divina Commedia     |
| 2024 | Dimmi tu quando sei pronto per fare l'amore | Vale LP e Lil Jolie  | Le ragazze della valle |
| 2024 | Dove si va                                  | Mimí                 | /                      |
| 2025 | Febbre                                      | Clara                | /                      |

## Video musicali
| Anno | Titolo                                                                 | Regista/i                                                                                   |
| ---- | ---------------------------------------------------------------------- | ------------------------------------------------------------------------------------------- |
| 2018 | Anna                                                                   | Dimitri Bertetto                                                                            |
| 2018 | Sciccherie                                                             | Dalilù                                                                                      |
| 2019 | 17                                                                     | Dalilù                                                                                      |
| 2020 | Baby                                                                   | Martina Pastori                                                                             |
| 2020 | Defuera (con DRD, Ghali e Marracash)                                   | YouNuts! (Antonio Usbergo e Niccolò Celaia) e Bendo (Andrea Santaterra e Lorenzo Silvestri) |
| 2020 | Nuove strade (con Ernia, Rkomi, Gaia, Samurai Jay, Andry the Hitmaker) | Davide Vicari e Manuel Tatasciore                                                           |
| 2021 | Voce                                                                   | Attilio Cusani                                                                              |
| 2021 | Marea                                                                  | Attilio Cusani                                                                              |
| 2021 | Tu m'as compris (con Hatik)                                            | Jeunes Joueurs                                                                              |
| 2021 | Perso nel buio (con Sangiovanni)                                       | Attilio Cusani                                                                              |
| 2021 | Mi fiderò (con Marco Mengoni)                                          | Roberto Ortu                                                                                |
| 2022 | Pare (con Ghali)                                                       | Davide Vicari                                                                               |
| 2022 | Caos (con Fabri Fibra e Lazza)                                         | Cosimo Alemà                                                                                |
| 2023 | Il bene nel male                                                       | Martina Pastori                                                                             |
| 2023 | Aranciata                                                              | Martina Pastori                                                                             |